# پارک ملی کودار
پارک ملی کودار (انگلیسی: Kodar National Park) یک پارک ملی در سرزمین زابایکالسکی کشور روسیه است.